# Glibodol
Glibodol falu Horvátországban, Lika-Zengg megyében. Közigazgatásilag Brinjéhez tartozik.

## Fekvése
Zenggtől 45 km-re, községközpontjától 16 km-re keletre, a Lika északi részén, Velebit és a Kapela hegység között, a Kis-Kapela déli lábánál fekszik.

## Története
Glibodol már a középkorban is lakott település volt. 1527-ben miután a közeli Dabar vára elesett lakossága elmenekült a török elől. Lika és Korbava területe a nagyobb várak kivételével török kézre került. Ezt követően a település a 17. század közepéig lényegében lakatlan maradt. A mai település akkor keletkezett amikor 1638 körül Albert Herberstein zenggi kapitány engedélyével a török elől menekülő pravoszláv vallású vlahok telepedtek le Brinje környékén. Első írásos említése 1645-ben történt. 1672-ben a vlahok újabb hulláma érkezett ide. Lakói a letelepítés fejében a török elleni harcokban katonai szolgálatot láttak el. A település a katonai határőrvidék részeként az otocsáni ezred brinjei századához tartozott. 1765-ben a brinjei és a jezeroi századot elválasztották az otocsáni ezredtől és az ogulini ezred parancsnoksága alá rendelték. Ez a beosztás a határőrvidékek megszüntetéséig 1881-ig fennmaradt. Plébániáját 1871-ben alapították, templomát 1878-ban építették. 1857-ben 67, 1910-ben 167 lakosa volt. 1881-ben megszüntették a katonai határőrvidékeket és integrálták őket a polgári közigazgatásba. A trianoni békeszerződésig terjedő időszakban előbb Lika-Korbava vármegye Zenggi járásához, majd 1892-től a Brinjei járáshoz tartozott. Ezt követően előbb a Szerb–Horvát–Szlovén Királyság, majd Jugoszlávia része lett. Iskoláját 1938-ban alapították. Jugoszlávia felbomlása után 1991-ben a független Horvátország része lett. A honvédő háború során a krajinai szerb csapatok támadása következtében súlyos károkat szenvedett. 2011-ben a településnek mindössze 6 lakosa volt, akik főként mezőgazdasággal, állattartással foglalkoznak.

## Lakosság
| Lakosság változása | Lakosság változása | Lakosság változása | Lakosság változása | Lakosság változása | Lakosság változása | Lakosság változása | Lakosság változása | Lakosság változása | Lakosság változása | Lakosság változása | Lakosság változása | Lakosság változása | Lakosság változása | Lakosság változása | Lakosság változása |
| ------------------ | ------------------ | ------------------ | ------------------ | ------------------ | ------------------ | ------------------ | ------------------ | ------------------ | ------------------ | ------------------ | ------------------ | ------------------ | ------------------ | ------------------ | ------------------ |
| 1857               | 1869               | 1880               | 1890               | 1900               | 1910               | 1921               | 1931               | 1948               | 1953               | 1961               | 1971               | 1981               | 1991               | 2001               | 2011               |
| 67                 | 0                  | 0                  | 59                 | 82                 | 167                | 171                | 202                | 233                | 219                | 218                | 221                | 151                | 141                | 41                 | 6                  |